# Věkoše
Věkoše (dříve také Věkoš, německy Wiekosch) jsou místní část a současně katastrální území statutárního města Hradce Králové, rozkládají se severně od centra města. Stavebně jsou přímo propojeny s místní částí Pouchov, s níž tvoří jeden obvod komise místní samosprávy Pouchov–Věkoše. Ta však působí jen na části území čtvrti, protože západní část má ve své působnosti komise Plácky a jednu menší část také komise Střed města. Součástí čtvrti je i dřívější osada Správčice, která se nachází zcela na severu katastru. Od roku 1980 už Správčice nejsou jako vlastní místní jednotka uváděny.

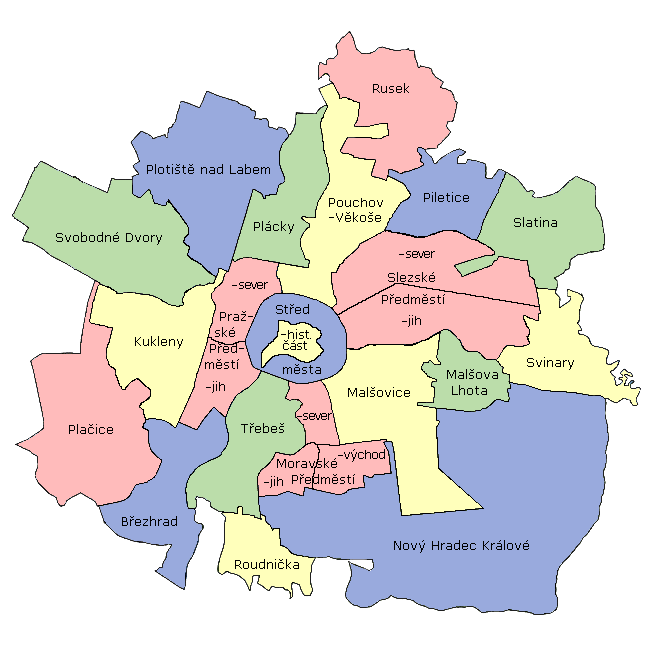
Územní působnost komise místní samosprávy Pouchov–Věkoše v rámci města

Dominantou této místní části je především rozrostlé Sídliště Pouchov – Věkoše poblíž ulice Truhlářská, kde také končí linka MHD číslo 25. Věkošemi projíždí linky MHD číslo 13, 14, 15 a zmíněné č. 25. Lze zde také nalézt např. zastávky MHD Spořilovská, Jana Černého, Aldis, Akademika Bedrny, Věkoše-Slavie a další. Do výběžku katastrálního území Věkoší zasahuje menší částí letiště Hradec Králové.

## Historie
Osídlení území Věkoš je doloženo už v pravěku. První písemná zmínka o osadě Vesce pochází z roku 1225, později se také vyskytuje latinské označení Vicus. Majitelů věkošského dvora se vystřídala celá řada, prvním doloženým byl klášter sv. Antonína, nakonec se stal vlastnictvím Hradce Králové. Během třicetileté války byl dvůr vypálen a královéhradecká obec jej obnovila až roku 1650. Vesnice jako taková vznikla roku 1786 v důsledku raabizace, když dosavadní panské pozemky byly převedeny bezzemkům a domkařům do dědičného nájmu. V roce 1843 zde žilo 196 obyvatel v 33 domech. Roku 1851 byla k Věkoším připojena osada Správčice se dvěma dvory a takto nově vymezená katastrální obec se současně osamostatnila od Hradce Králové.
Nové obecní zastupitelstvo pak zvolilo prvního starostu Věkoš, jímž se stal rolník Jan Josef. Dalšími starosty až do znovuspojení obce s Hradcem Králové postupně byli: František Dvořák, Jan Havránek, Jan Komárek, Jan Mareček, František Hrnčíř, František Bouček, Ing. Jan Černý a Jan Houžvička. Jan Černý se později za první republiky stal poslancem a je po něm pojmenována páteřní ulice navazující na ulici Akademika Bedrny a pokračující na sever, směrem k letišti. Jako poděkování za ochranu obce během prusko-rakouské války místní roku 1868 postavili kříž a zvonici. Byl zde zřízen hasičský sbor, vznikl honební výbor nebo okrašlovací spolek a obec měla také svého vlastního strážníka (dlouhá léta jím byl Václav Falta). Roku 1907 bylo jako první v okolí zavedeno elektrické osvětlení. Místní děti však dlouho docházely do školy v Pouchově, až roku 1909 obec nechala postavit školu vlastní, téhož roku zde začala fungovat pošta. O čtyři roky později byl postaven most přes Labe směrem k osadě Plácky a 4. dubna 1914 byl dosavadní název obce Věkoš změněn na současné Věkoše.
Po vzniku Československa se rozvinula politická činnost, nejsilnějšími v obci byli agrárníci a sociální demokraté. K obci byla připojena část katastru Pouchova, který byl již dlouho stavebně propojen s Věkošemi, takže podle sčítání lidu roku 1921 zde bylo 133 domů a 588 obyvatel, z toho 280 mužů a 308 žen. Z náboženského hlediska byli nejvíce zastoupeni katolíci (454), pouze menšinu tvořili příslušníci nově vzniklé československé církve (19) a evangelíci (15), bez vyznání bylo 100 osob. O rok později byl postaven pomník padlým v první světové válce a roku 1929 byla zavedena pravidelná městská autobusová linka. K tomu však již došlo v rámci rozvoje východočeské metropole, protože 2. ledna 1923 byla po předchozí dohodě uzavřena smlouva o připojení Věkoší včetně Správčic k Hradci Králové, který se mj. zavázal zachovat zdejší knihovnu, zrušit školné pro věkošské děti přecházející na hradeckou měšťanskou školu nebo zde zřídit expozituru městského úřadu.
Sloučení nebylo trvalé, po druhé světové válce se řada obcí Velkého Hradce Králové opět osamostatnila, Věkoše a Pouchov nicméně spravovala společná obvodová rada. Až roku 1954 získaly obě vesnice vlastní místní národní výbor, ve Věkoších tehdy žilo celkem 850 občanů. Byl zde založen „výbor žen“ a osvětová beseda, vznikla mateřská škola a existovala také zahrádkářská kolonie. Z obchodů zde v tehdejší době fungovala Masna, Mléčná prodejna, Pramen a v bývalém hostinci „U Letců“ Jednota, v druhém místním hostinci „U Hrnčířů“ vzniklo později kulturní středisko. Roku 1960 se zde narodil světově proslulý houslista Jaroslav Svěcený. Téhož roku se sloučila JZD Věkoše a Pouchova, následně došlo k opětovnému spojení těchto dvou obcí a také Piletic v jediný správní celek s centrem v Pouchově. Ovšem pouze dočasně, protože roku 1971 byly Věkoše znovu připojeny k Hradci Králové. V 70. letech 20. století se rozvíjel zejména východ této místní části, kde byly stavěny nové rodinné domky a sídliště. Další výstavba pokračovala až po sametové revoluci v lokalitě „Na Barvínku“.